# Dolichoderus rufescens
Dolichoderus rufescens é uma espécie de formiga do gênero Dolichoderus.